# La Jamais Contente
La Jamais Contente (рус. всегда недовольная) — первый автомобиль, который развивал скорость выше 100 км/ч. Электромобиль был оснащён псевдообтекаемым кузовом.

## Пилот
Пилот, бельгиец Камиль Женатзи, был сыном Константа Женатзи — производителя резиновых шин, которые в то время были новинкой. Камиль получил образование инженера и заинтересовался автомобилями с электроприводом.

## История появления
Женатзи, желающий занять нишу на парижском рынке электрических экипажей, запустил фабрику, которая должна была производить множество электрических экипажей и грузовиков. Он состязался с другим производителем, Шарлем Жанто (фр.), выясняя, кто из них делает более быстрые автомобили. Чтобы убедить в триумфе его компании, Женатзи построил прототип в форме пули из сплава «партиниум» (листовой алюминий, легированный вольфрамом и магнием).

## Конструкция
Кузов автомобиля открытый, типа «торпеда», аэродинамической формы, установлен на раму. Высокое расположение водителя и открытое шасси снизу кузова сильно портили аэродинамику. Автомобиль приводился в движение от двух электродвигателей прямого привода производства Postel-Vinay (фр.) общей мощностью 50 кВт (67 л. с.), смонтированных в задней части кузова. Максимальная скорость вращения 900 об/мин. Аккумуляторные батареи расположены на шасси внутри кузова и на задней оси. Максимальная сила тока 250 А при напряжении 200 В. На автомобиле использовались шины фирмы Michelin. Масса в снаряженном состоянии 1000 кг.

## Рекорд скорости
Согласно различным источникам, рекорд скорости по суше был установлен 29 апреля либо 1 мая 1899 года на сельскохозяйственном поле (фр.) в Ашере (англ.) недалеко от Парижа (Франция). Женатзи достиг 105,882 км/ч, побив предыдущий рекорд графа де Шаслу-Лоба.
Вскоре бензиновый двигатель внутреннего сгорания вытеснил электромобили с рынка.
Автомобиль находится в музее в Компьене.

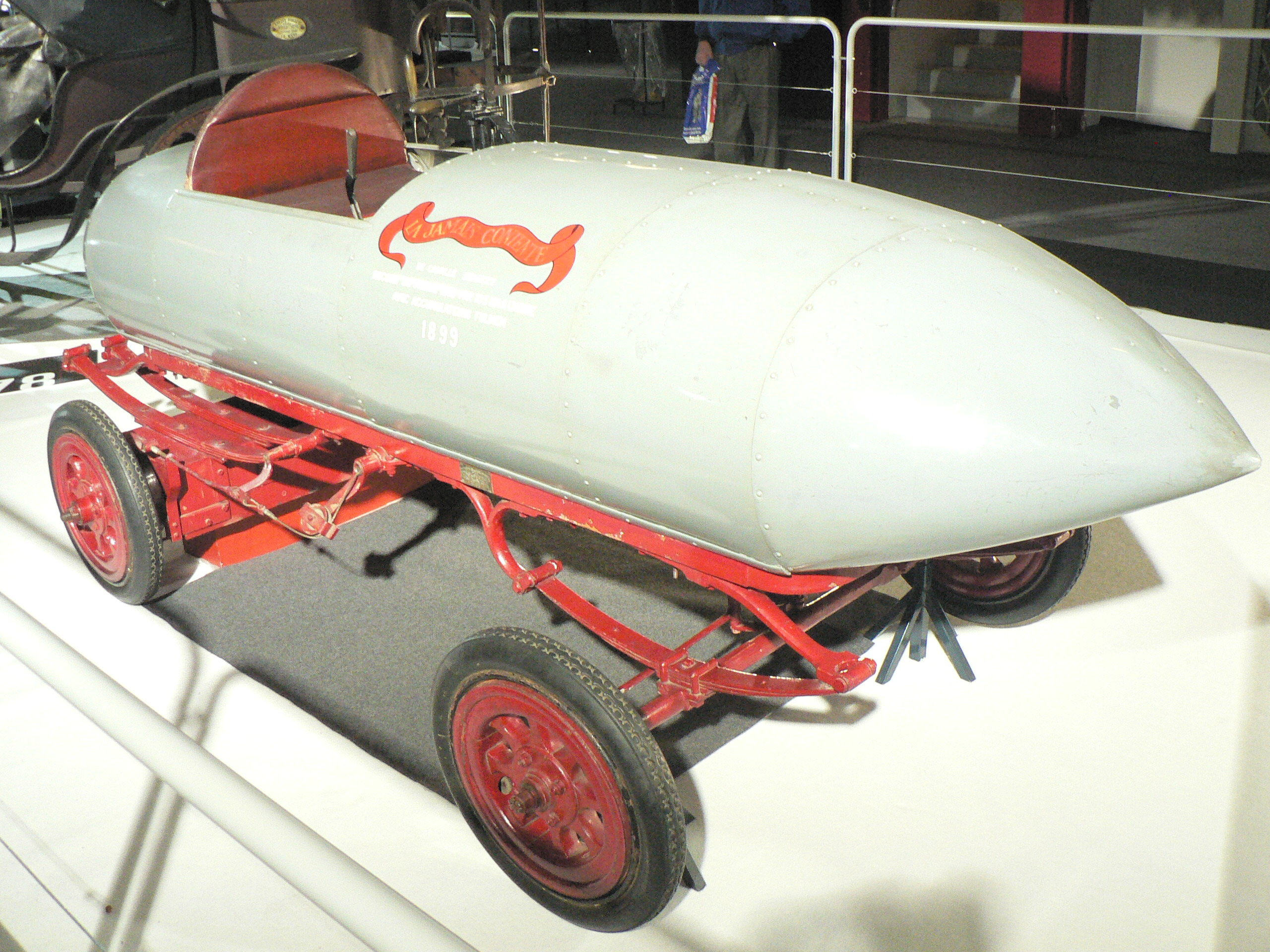
La Jamais Contente в Национальном музее города Компьена, Франция